# Polypodium rhodopleuron
Polypodium rhodopleuron är en stensöteväxtart som beskrevs av Kze. Polypodium rhodopleuron ingår i släktet Polypodium och familjen Polypodiaceae. Inga underarter finns listade.